# Caja de jabón
Una caja de jabón (o soapbox en inglés) es un escenario temporal que se utilizaba para dar discursos.  Durante el siglo XIX en los Estados Unidos, el jabón se transportaba en cajas de madera. A menudo, cuando alguien tenía ideas nuevas o inusuales y quería hablar ante una multitud sobre ellas, o si solo intentaba vender aceite de serpiente, a veces se paraba sobre una caja vacía de jabón para que todos pudieran ver y escuchar bien el discurso.
Hoy en día, de vez en cuando, la gente usa la palabra "caja de jabón" para referirse a un lugar para discursos.

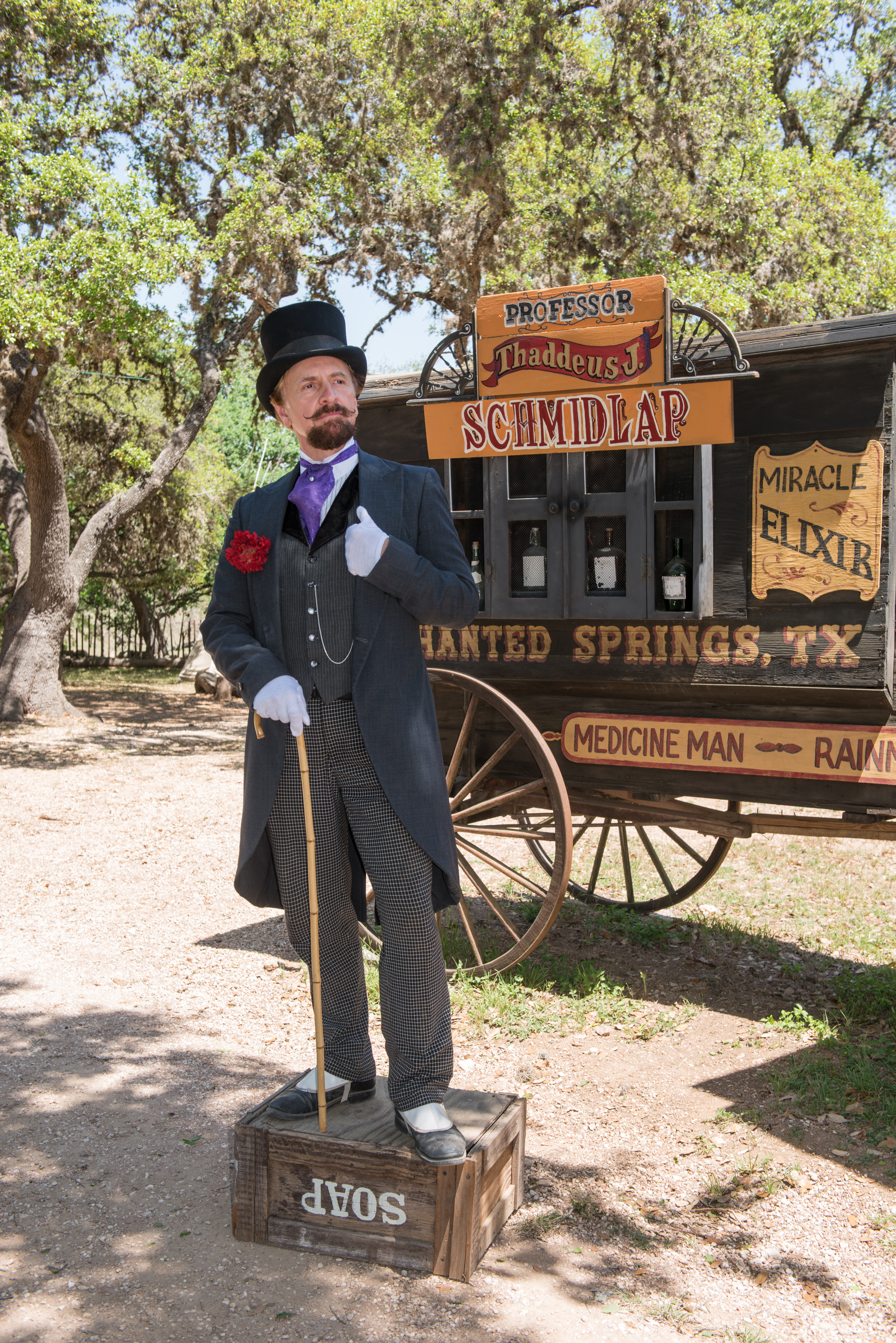
Un actor que interpreta a un vendedor de aceite de serpiente encima de una caja de jabón